# Олгуйдах
Олгуйдах (якут. Олгуйдаах) — река в Мирнинском районе Якутии, Россия. Длина — 191 км. Площадь бассейна — 5450 км². Левый приток реки Ахтаранда (приток Вилюя).
Берёт начало на высоте около 427 м нум из озера Тойтаку. От истока течёт в направлении северо-восток, восток, юг, юго-восток. На этом участке на Олгуйдахе расположено множество небольших озёр. Далее, на высоте 399,6 м нум, река принимает первый крупный приток — Онкучах-Юрях. Здесь же реку пересекает автомобильная дорога Айхал — Чернышевский.
Приняв ряд притоков (Олом, Крест и Дудор) за избами Саввинова, Олгуйдах вновь меняет направление и течёт на юго-запад. За притоком Чокурдах реку вновь пересекает автодорога. Здесь, на левом берегу, находится бывший посёлок Олгуйдах.
На высоте 250 м нум Олгуйдах впадает слева в реку Ахтаранда, приток Вилюя.

## Притоки
← Куталах
← Олёнг-Юрях
35 км: → Бюрюлях-Сиене
→ Улах
48 км: ← Куба-Тюёстях
51 км: ← Чокурдах
80 км: → Синьньигэс-Юрюйэ
86 км: ← Туора-Кюёль-Сиене
89 км: ← Дудор
← Крест
← Олом
108 км: → Нусуранг
109 км: ← Аллах
129 км: → река без названия (12 км длины)
150 км: → Аргахтах
154 км: ← Сордонгнох-Сиене
165 км: → Онкучах-Юрях
191 км: — озеро Тойтаку